# Gibson Explorer
Gibson Explorer je električna gitara koja je napravljena 1958. godine, iste godine kada je nastala i legendarna Flying V gitara. Ovaj instrument je prepoznatljiv po svom modernom dizajnu za to doba i kome je nastala. Prva gitare su rađene od drveta Korina, koje je vrlo slično mahagoniju.
Tadašnji predsednik Gibsona, Ted Mekarti (engl. Ted McCarty) došao je na ideju da umesto tradicionalnih zaobljenih oblika uvede oštre linije koje su u to vreme bile popularne u raznim sferama. Međutim, prva serija tih gitara je doživela krah. Kasnijih godina, mnoge druge firme su počele da kopiraju Gibsonove ideje, tako da je 1976. godine nastalo i prvo re-izdanje Gibson Explorera

## Modeli i varijacije
Prva linija gitara je proizvedana u samo 22 primerka, i zbog toga sada te gitare dostižu vrednosti i do 500.000$. Tokom godina nastale su razne varijacije, kao npr Explorer Studio koji je bio nešto lakši i jeftiniji od standarnog Explorera. Takođe, postojale su i varijacije samog standarda na koje su ugrađivali tremolo. Na osnovu prvih prototipa Explorera nastala je Futura, koja je vrlo slična svom prethodniku, razlika je najuočljivija kod glave vrata gitare. Kako bi se Gibson izborio na tržištu sa konkurencijom, počeo je sa proizvodnjom jeftinjeg modela Melody Maker. Gitara je rađena od punog drveta Javora, i za razliku od ostalih modela, ima samo jedan magnet, Seymour Duncan HB-103 na bridge poziciji. Godine 2007. je predstvaljen Explorer Pro, čije je telo manje za 20% od standardne verzije. Korišćena su dva humbacker magneta, 496R i 500T.

### Modeli sa potpisom poznatih izvodjača
- The Bill Kelliher “Golden Axe” Explorer
- Jason Hook M-4 Sherman
- Sammy Hagar Signature Explorer
- Deathclock "Thunderhorse" Explorer

## Poznati izvođači
Met Hefi (engl. Matt Heafy), gitarista benda Trivium, svira sedmožičanog Explorera sa aktivnim EMG magnetima. Pit Vilis (engl. Pete Willis) (Def Lepard), jedan od uticijanijih gitarista Britanskog „Novog Talasa” hevi metala. Gari Mur (engl. Gary Moore) svira Explorera na svom live albumu Monsters of Rock iz 2003. godine. Jedan od najuticajnijih bluz gitarista današnjice, Erik Klepton (engl. Eric Clapton), je još jedan u nizu koji je proslavio ovaj instrument. Svirao je modifikovani Korina model iz 1958. godine, za koji je verovao da je jedan od prvih proizvedenih modela, ali je kasnije saznao da su ipak rađene modifikacije u odnosu na originalni model. Dejv Grol (engl. Dave Grohl), frontmen grupe Foo Fighters (takođe i bubnjar Nirvane i Them Crooked Vultures) koristi Explorera na živim svirkama kao i na albumu iz 1999. godine, There Is Nothing Left To Lose. Džejms Hetfild (engl. James Hetfield) (Metalika), poznat po crnom Exploreru sa metalnim pickguard-om. Takođe ima i svoj model ESP Explorera. Čuveni gitarista irske grupe U-2, The Edge, svira na modelu iz 1976. godine, kojeg je kupio polovnog za 450$. Tokom svoje karijere je ta gitara više puta bila oštećena, ali i dan danas svira na tom istom instrumentu. Od srpskih izvođača izdvajaju se Džoni, gitaristu grupe Negativ, koji svira Gibson Explorer Pro model, i Đule (Van Gogh).

## Drugi proizvođači Explorera
Jedan od prvih Explorera rađenih van matične kompanije Gibsona, je model Ibanez Destroyer. Taj model je predstavljen 1970. godine koji je bio skoro isti kao i Gibsonov model, da bi 1981. godine bila uvedena mala promena u obliku kako bi izbegli optužbe da su radili direktne kopije. Godine 1974. kompanija Hamer je u čast Gibsonovom Exploreru napravila Hamer Standard. Ovaj uspeh Hamera je bio jedan od razloga zašto je Gibson napravio re-izdanje. Zanimljiva priča u vezi kopija Gibsonovog modela je model Kelly kompanije Jackson, koju je Gibson kasnije i tužio. Jedan od vodećih proizvođača današnjice što se tiče električnih gitara orijentisanih ka tvrđem zvuku je ESP, i vredan pomena je model explorera ESP EX kao i Džejms Hetfildov model Snakebyte.